# Arcesilau III
Arcesilau III (en llatí Arcesilaus, en grec antic Ἀρκεσίλαος "Arkesílaos") fou rei de Cirene. Era fill de Batos III i de Feretime, va regnar segurament des del 530 aC fins potser el 514 aC.
Aquest rei va tenir bones relacions amb la ciutat de Barca i es va casar amb la filla del rei Alazir d'aquella ciutat. Segons Heròdot, no estava d'acord amb la pèrdua de les atribucions reials que la constitució que va establir Demonax de Mantinea havia retallat. Juntament amb la seva mare Feretime, va intentar fer tirar enrere la nova constitució i va fracassar. Va marxar a l'exili a Samos, però va retornar al front d'un cos de mercenaris i emigrants procedents de Jònia als que havia promès un nou repartiment de terres, i va entrar a Cirene recuperant el tron i exercint una cruel venjança sobre els seus oponents; per assegurar el seu poder va enviar una ambaixada a Memfis (cap a l'any 525 aC) i es va declarar vassall de Cambises II de Pèrsia al que va comprometre un tribut anual.
Arcesilau, segons Heròdot, es va aterrir al creure que havia trencat les indicacions de l'oracle de Delfos, que li havia recomanat moderació en la victòria, i per acomplir els desitjos divins es va retirar a Barca governada pel seu sogre Alazir, però a aquesta ciutat uns exiliats de Cirene, ajudats per un partit local, van matar Arcesilau i a Alazir a la plaça del mercat. Feretime, la mare d'Arcesilau, en revenja, va demanar ajut a Ariandes, sàtrapa persa d'Egipte (nomenat per Cambises i que va conservar el càrrec sota Darios I el Gran). El sàtrapa va reunir un fort exèrcit i una flota i va enviar una ambaixada a Barca demanant qui o quins havien estat els assassins, però la gent de Barca va assumir col·lectivament la responsabilitat. Ariandes va enviar llavors l'exèrcit i va assetjar la ciutat durant nou mesos, i finalment els perses la van ocupar per un estratagema (510 aC). Els ciutadans sospitosos d'estar implicats en l'assassinat dels reis van ser empalats i el tomb de les muralles es va omplir de gent empalada i entre ells els membres de la dinastia Batiada de Barca dels que se sospitava que eren culpables. Feretime, que havia acompanyat als perses fins a Barca, va tornar a Egipte amb l'exèrcit persa (el grup dirigit per Amasis, el cap de l'exèrcit) i va morir allà d'una malaltia infecciosa.
D'aquesta crisi va sortir la restauració dels Batiades a Cirene va posar fi a la constitució de Demonax i les seves institucions. Van regnar llavors Batos IV el bell, probablement fill d'Arcesilau III.